# Bai Yang
Bai Yang (白杨S, Bái YángP; Pechino, 22 aprile 1920 – Shanghai, 18 settembre 1996) è stata un'attrice cinese.
In occasione del centenario della nascita dell'industria cinematografica in Cina nel 2005, la China Film Performance Art Academy l'ha inserita nella lista dei "100 migliori attori in 100 anni di cinema cinese".